# Arboretum de Koivuhaka
L'arboretum de Koivuhaka (finnois : Koivuhaan arboretum) est un arborétum du quartier de Koivuhaka à  Vantaa en Finlande,,,,.

## Présentation
La colline boisée de l'arboretum s'élève au bord de la vallée du ruisseau Kylmäoja et des anciennes terres agricoles de l'ancien village de Simonsböle. A l'origine, une superficie de champs beaucoup plus grande qu'aujourd'hui est cultivée depuis au moins le XVIIe siècle. 
L'Arboretum est un parc arboré dont le but est de faire découvrir et d'enseigner les espèces végétales à différents publics cibles, notamment les écoliers, les jardiniers amateurs et les professionnels. Sur sa colline et ses pentes boisées, ont peut voir tous les types de forêts dans une zone assez réduite.
En 2005 l'Arboretum avait déjà environ 170 espèces ligneuses. La zone de l'arboretum fait partie de la zone verte appelée parc central de Tikkurila, qui couvre environ un kilomètre carré,,,.
L'événement Vihervuoden 1985 a marqué le début de l'arboretum, qui s'appelait auparavant également parc de l'amitié.
Lors de l'événement des associations et des entreprises ont planté leurs arbres dans la zone du parc,.
Des panneaux  poétiques affichent des réflexions sur la forêt, les plantes et la nature. 
La végétation du Puulajipuisto est complétée par différentes espèces de buissons. On se prépare au changement climatique en choisissant des essences de bois plus adaptées climatiquement à la région. 
L'Arboretum a un parking du côté de Meiramitie.
Le parc dispose d'un réseau de sentiers et de lieux de repos. 
Pour faciliter l'identification, les noms des arbres de l'arboretum sont indiqués sur des panneaux.
La superficie d'environ 5,5 hectares de l'Arboretum doit être agrandie d'environ trois hectares dans les années 2020.